# Corfù (città)
Corfù (in greco Κέρκυρα?, Kerkyra) è un comune della Grecia situato nella periferia delle Isole Ionie (unità periferica di Corfù) con 39 674 abitanti secondo i dati del censimento 2011.
A seguito della riforma amministrativa detta piano Callicrate in vigore dal gennaio 2011, che ha abolito le prefetture e accorpato numerosi comuni, il territorio comunale adesso comprende l'intera isola omonima, più le isole di Ereikoussa, Mathraki e Fanò.

## Località
Le quindici località, comuni autonomi fino al 2011, sono le seguenti:
- Agios Georgios
- Achilleio
- Corfù (capoluogo comunale)
- Ereikoussa
- Esperion
- Faiakes
- Fanò (Othonoi)
- Kassopaia
- Korissia
- Lefkimmi
- Mathraki
- Meliteieis
- Palaiokastritsa
- Parelioi
- Thinali

## Monumenti e luoghi d'interesse
- Spianáda: in epoca veneziana era una piazza d'armi, in età napoleonica fu alberata e ai tempi del protettorato britannico venne sistemata con aiuole e viali alberati, che furono ornati di statue e busti di personaggi famosi.
- Paleó Froúrio: è un lungo sperone roccioso proteso nel mare. I veneziani nel XVI secolo lo separarono dalla terraferma costruendo un canale artificiale, detto Controfossa e, nel 1587, lo difesero con due possenti bastioni (bastione Martinengo e bastione Savorgnan) per permettere la sorveglianza del ponte di accesso alla Fortezza vecchia.
- Cattedrale della Madre di Dio Spiliotissa, costruita dai bizantini, vi è sepolta la salma della basilissa d'Oriente Teodora Armena, che resse l'impero dall'842 all'855. Fu poi canonizzata e venerata come santa dalla Chiesa ortodossa.
- Chiesa di San Spiridione, costruita nel XVI secolo, custodisce le reliquie del santo e vescovo Spiridione di Trimitonte ed è uno dei principali luoghi di culto cristiani ortodossi dell'isola.
- Paleá Anáktora: sulla Spianáda è affacciato questo grande e sontuoso palazzo. Il lungo portico dorico con due arcate ai lati e un fregio con rilievi che simboleggiano le sette isole ioniche è un chiaro richiamo classico. Venne fatto costruire nel 1816 da George Whitmore per ospitare la residenza dell'alto commissario inglese, e dopo il 1864 divenne Palazzo reale, utilizzato come residenza estiva del re fino al 1913. Oggi l'edificio ospita il Museo d'Arte asiatica.
- Paleá Póli: è la parte della città di epoca veneziana. La via principale di questa città vecchia è la odós Nikifórou Theotóki, su cui si trovano tre chiese: Panagía ton Xenón, Ágios Ioánis Pródromos e Agíi Vassílios. Sulla platía Dimarhíou prospetta la Loggia veneziana, costruita come luogo d'incontro dei nobili nel 1663-90. Vicino alla Loggia si trova la Katholikí Mitrópoli, cattedrale cattolica di S.Giacomo del 1658, con una sobria facciata di richiamo classico. Nella paleá póli è presente la chiesa di Ágios Spiridónas, caratterizzata da un alto campanile e dedicata al vescovo cipriota del IV secolo Spiridione.
- Campiello: è un quartiere della parte settentrionale della città vecchia, di atmosfera veneziana e con vicoli angusti e piccole piazze. Qui si trova platía Kremastí e la Mitrópolis, cattedrale ortodossa del XVI secolo.
- Néo Froúrio: è la Fortezza nuova che si trova a ovest della città; fu costruita dai veneziani tra il 1576 e il 1589, ma nel XIX secolo gli inglesi modificarono molto il suo aspetto.

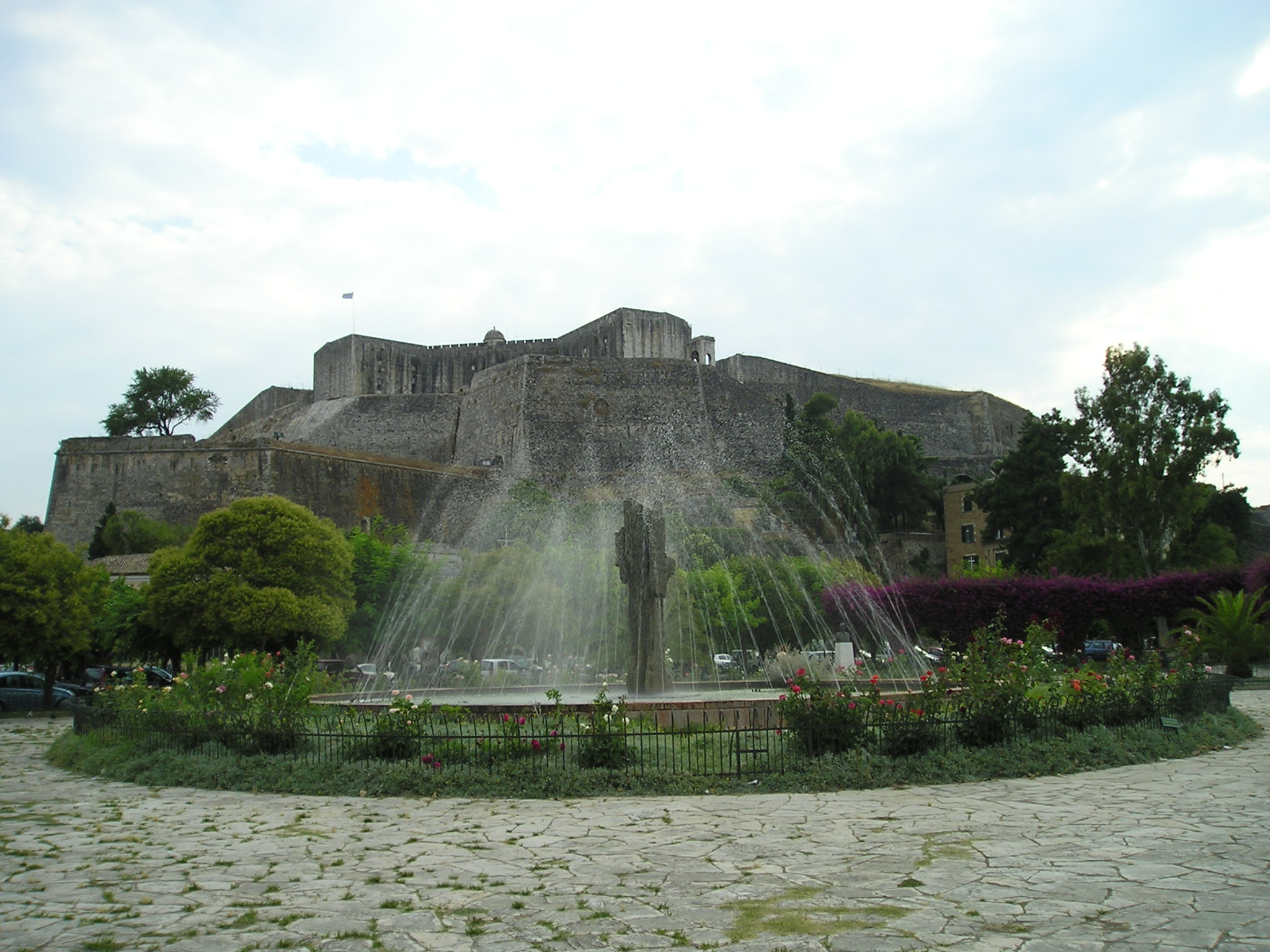
Fortezza di Corfù

### Architetture civili
- Palazzo di San Michele e San Giorgio

## Amministrazione

### Gemellaggi
- Carovigno, dal 2000
- Bari, dal 2006
- Brindisi, dal 1994